# Іванов Олексій Вікторович
Іванов Олексій Вікторович (рос. Алексей Викторович Иванов, нар. 23 листопада 1969, Горький, РРФСР) — російський письменник і сценарист. Лауреат Премії Уряду Росії в галузі культури (2017).
Став відомим завдяки книгам про Урал («Сердце пармы» та інші) та роману «Географ глобус пропил», по мотивам якого було знятий однойменний кінофільм. Документальний фільм Олексія Іванова та Леонід Парфьонов «Хребет России» у 2010 р. був показаний на Первом канале (Росія).

## Життєпис
Народився у сім'ї інженерів-кораблебудівників. У 1971 р. сім'я переїхала у Перм. Після закінчення школи у 1987—1988 рр. навчався на факультеті журналістики Уральский державний університет (Свердловськ), але кинув навчання.
У 1990 р вступив у цей університет на факультет мистецтвознавства та культурології, який закінчив у 1996 р., за спеціальністю мистецтвознавство. На факультеті спеціалізувався по книжковій графіці і захистив диплом по творчості художника-ілюстратора Геннадія Калиновського.

## Творчість
Романи «Общага-на-Крови» (1993), «Географ глобус пропил» (1995) и «Сердце пармы» (2000)
Перша публікація у 1990 р. у журналі «Уральский следопыт», перша книга роман «Серце пармы» вийшла у 2003 р. у видавництві «Пальміра». У тому ж році у видавництві «Вагриус» вийшов роман «Географ глобус пропил», який пролежав 8 років.
У 2004 р. у видавництві «АСТ» вийшла збірка ранніх фантастичних повістей  «Корабли и галактика».
Першою книгою професійного письменника Олексія Іванова став роман «Золото бунта» (2005).

## Нагороди
Лауреат премій імені Мамина-Сибіряка (2003), імені Бажова (2004), «Книга года» (2004), «Ясная поляна» (2006), «Странник» (2006), «Большая книга» (2006).